# Абрамово (Калінінградська область)
Абрамово (рос. Абрамово) — селище Краснознаменського району, Калінінградської області Росії. Входить до складу Краснознаменського міського округу.
Населення — 32 особи (2015 рік).

## Населення
| 2002 | 2010 |
| ---- | ---- |
| 33   | ↘32  |